# Didymocyrtis
Didymocyrtis is een geslacht van schimmels behorend tot de familie Phaeosphaeriaceae. De typesoort is Dematiopleospora mariae.

## Soorten
Volgens Index Fungorum telt het geslacht 28 soorten (peildatum februari 2022):
| Soortnaam                    | Auteur(s)                                      | Publicatiejaar |
| ---------------------------- | ---------------------------------------------- | -------------- |
| Didymocyrtis assimilis       | Vain.                                          | 1921           |
| Didymocyrtis azorica         | Etayo & Pino-Bodas                             | 2021           |
| Didymocyrtis banksiae        | Crous & P.A. Barber                            | 2017           |
| Didymocyrtis brachylaenae    | Crous                                          | 2018           |
| Didymocyrtis bryonthae       | (Arnold) Hafellner                             | 2015           |
| Didymocyrtis canariensis     | van den Boom & P. Clerc                        | 2017           |
| Didymocyrtis cladoniicola    | (Diederich, Kocourk. & Etayo) Ertz & Diederich | 2015           |
| Didymocyrtis consimilis      | Vain.                                          | 1921           |
| Didymocyrtis epiphyscia      | Ertz & Diederich                               | 2015           |
| Didymocyrtis foliaceiphila   | (Diederich, Kocourk. & Etayo) Ertz & Diederich | 2015           |
| Didymocyrtis graphidacearum  | van den Boom & Ertz                            | 2017           |
| Didymocyrtis grumantiana     | (Zhurb. & Diederich) Zhurb. & Diederich        | 2018           |
| Didymocyrtis infestans       | (Speg.) Hafellner                              | 2015           |
| Didymocyrtis kaernefeltii    | (S.Y. Kondr.) Hafellner                        | 2015           |
| Didymocyrtis melanelixiae    | (Brackel) Diederich, R.C. Harris & Etayo       | 2015           |
| Didymocyrtis micropunctum    | Etayo                                          | 2017           |
| Didymocyrtis microxanthoriae | Poumarat, Delhoume, Diederich & Suija          | 2021           |
| Didymocyrtis peltigerae      | (Fuckel) Hafellner                             | 2019           |
| Didymocyrtis physciae        | (Brackel) Hafellner                            | 2015           |
| Didymocyrtis pini            | P. Monteiro & M. Gonçalves                     | 2021           |
| Didymocyrtis pseudeverniae   | (Etayo & Diederich) Ertz & Diederich           | 2015           |
| Didymocyrtis ramalinae       | (Roberge ex Desm.) Ertz, Diederich & Hafellner | 2015           |
| Didymocyrtis rhizoplacae     | Y. Joshi & K. Bisht                            | 2018           |
| Didymocyrtis septata         | K. Das, S.Y. Lee & H.Y. Jung                   | 2020           |
| Didymocyrtis slaptonensis    | (D. Hawksw.) Hafellner & Ertz                  | 2015           |
| Didymocyrtis thamnoliicola   | Y. Joshi, R. Bajpai & Upreti                   | 2016           |
| Didymocyrtis trassii         | Suija, Darmostuk & Khodos.                     | 2018           |
| Didymocyrtis xanthomendozae  | (Diederich & Freebury) Diederich & Freebury    | 2015           |